# Olivier, Olivier
Olivier, Olivier – dramat filmowy produkcji francuskiej z 1992 roku w reżyserii Agnieszki Holland. W 1992 roku na Międzynarodowym Festiwalu Filmowym w hiszpańskim Valladolid Brigitte Roüan została wyróżniona w kategorii najlepsza aktorka, a Holland była nominowana w kategorii najlepszy film.

## Opis fabuły
Serge (François Cluzet) i Elisabeth Duval (Brigitte Roüan), wraz z dziećmi, Nadine i 9-letnim Olivierem, mieszkają na francuskiej prowincji. Pewnego dnia Olivier w zastępstwie siostry wyjeżdża rowerem, by zawieźć obiad dla chorej babci, ale już nie wraca do domu. Wszczynane jest śledztwo, ale nie przynosi żadnych rezultatów. Małżonkowie nie wytrzymują próby cierpienia i rozstają się. Serge wyjeżdża do Afryki, zostawiając Elisabeth z córką.
Po sześciu latach w Paryżu inspektor Druot, dla którego była to pierwsza sprawa, aresztuje młodocianego przestępcę. Podejrzany jest bardzo podobny do zaginionego przed laty Oliviera. Chłopak nie zaprzecza, że jest zaginionym przed laty poszukiwanym. Elisabeth rozpoznaje go i zabiera do domu. Rodzina znowu się jednoczy, tylko Nadine jest nieufna, zachowuje dystans w stosunku do rzekomego młodszego brata. Po tym jak, podszywający się pod zaginionego, nastoletni chłopiec odkrywa, że jeden z sąsiadów dokonuje aktu przemocy seksualnej wobec innego chłopczyka, wezwany komisarz odnajduje w piwnicy domu pedofila szczątki 9-letniego chłopca, które przed laty zakopał gwałciciel.

## Obsada
- François Cluzet – Serge Duval
- Brigitte Roüan – Elisabeth Duval
- Jean-François Stévenin – inspektor Druot
- Grégoire Colin – Olivier
- Marina Golovine – Nadine
- Fraderic Quiring – Marcel
- Faye Gatteau – mała Nadine
- Emmanuel Morozof – mały Olivier

## Ekipa
- reżyseria: Agnieszka Holland
- scenariusz: Agnieszka Holland
- zdjęcia: Bernard Zitzermann
- muzyka: Zbigniew Preisner
- scenografia: Helene Bourgy